# Jumbak
Jumbak is een bestuurslaag in het regentschap Bungo van de provincie Jambi, Indonesië. Jumbak telt 873 inwoners (volkstelling 2010).